# SS Felice Scandone
La Società Sportiva Felice Scandone, plus connue sous le nom de Felice Scandone, est un club italien de basket-ball issu de la ville de Avellino. Le club participe à la Serie A2, la deuxième division du championnat italien, sous le nom sponsorisé Sidigas Avellino.

## Historique

Ancien logo de 2003 à 2011

Ancien logo

### Noms sponsorisé
- 1996-1997 : Pasta Baronia
- 1997-1998 : Cirio
- 1998-1999 : Select
- 1999 : Nicoloro
- 1999-2002 : De Vizia
- 2003-2011 : A.IR.
- 2011- : Sidigas

## Bilan sportif

### Palmarès
| Compétitions nationales                                                                                                  | Compétitions internationales                    |
| - Coupe d'Italie : - Vainqueur (1) : 2008. - Finaliste (1) : 2016. - Supercoupe d'Italie : - Vainqueur (2) : 2008, 2016. | - Coupe d'Europe FIBA : - Finaliste (1) : 2018. |

## Joueurs et personnalités du club

### Entraîneurs
- 1948-1987 : ?
- 1987-1989 :  Claudio Bardini
- 1989-1997 : ?
- sept. 1997-févr. 1998 :  Gianluca Tucci
- févr. 1998-mai 1998 :  Tonino Zorzi
- sept. 1998-nov. 1998 :  Maurizio Bartocci
- nov. 1998-mai 1999 :  Piero Pasini
- 1999-2002 :  Luca Dalmonte
- 2002-2005 : / Zare Markovski
- sept. 2005-nov. 2005 :  Alessandro Giuliani
- nov. 2005-mai 2006 :  Andrea Capobianco
- 2006-2008 :  Matteo Boniciolli
- 2008-2009 : / Zare Markovski
- 2009-2010 :  Cesare Pancotto
- 2010-2012 :  Francesco Vitucci
- sept. 2012-nov. 2012 :  Giorgio Valli
- nov. 2012-janv. 2013 :  Gianluca Tucci
- janv. 2013-juin 2013 :  Cesare Pancotto
- 2013-mars 2015 :  Francesco Vitucci
- mars 2015-mai 2015 :  Fabrizio Frates
- 2015-2018 :  Stefano Sacripanti
- 2018-avr. 2019 : / Nenad Vučinić
- Avr. 2019- :  Massimo Maffezzoli

### Capitaines
Le tableau suivant présente la liste des capitaines du club depuis 2000.
| Rang | Nom                | Période   |
| ---- | ------------------ | --------- |
| 1    | Sergio Mastroianni | 2000-2001 |
| 2    | / Sydney Johnson   | 2001-2002 |
| 3    | / Larry Middleton  | 2002-2005 |
| 4    | / Patricio Prato   | 2005-2006 |

| Rang | Nom                | Période   |
| ---- | ------------------ | --------- |
| 5    | / Danny Strong     | 2006-2007 |
| 6    | / Nikola Radulović | 2007-2008 |
| 7    | / Peter Lisicky    | 2008-2009 |
| 8    | Roberto Casoli     | 2009-2011 |

| Rang | Nom               | Période   |
| ---- | ----------------- | --------- |
| 9    | Valerio Spinelli  | 2011-2014 |
| 10   | Daniele Cavaliero | 2014-2015 |
| 11   | Jānis Blūms       | 2015-2016 |
| 12   | / Marques Green   | 2016-2017 |

| Rang | Nom              | Période   |
| ---- | ---------------- | --------- |
| 13   | Maarty Leunen    | 2017-2018 |
| 14   | Lorenzo D'Ercole | 2018-2019 |

### Joueurs emblématiques
- Alex Righetti
- Omar Thomas
- DeMarcus Nelson
- Spencer Dunkley
- Chris Massie
- Travis Best
- Cătălin Burlacu
- Dimitri Lauwers
- Simon Petrov
- Marko Tušek
- Domen Lorbek
- Chevon Troutman
- Danny Strong
- Brandon Brown
- Frédéric Forte
- Paweł Storożyński
- Hervé Touré
- Mamoutou Diarra
- Taurean Green
- Larry Middleton
- Jarod Stevenson
- Marques Green
- Sylvere Bryan